# Carl Stokes
Pour les articles homonymes, voir Stokes.
Carl Stokes, né le 21 juin 1927 à Cleveland en Ohio et mort le 3 avril 1996 dans la même ville, est un homme politique américain.

## Biographie
Carl Burton Stokes naît le 21 juin 1927 à Cleveland en Ohio. Il est le fils de Charles Stokes, blanchisseur, et de Louise Stone Stokes, domestique. Son père meurt quand il est très jeune, et il grandit dans la pauvreté, sa mère luttant pour subvenir à ses besoins et à ceux de son frère aîné, Louis. Il s'enrôle dans l'armée américaine, servant dans l'Allemagne occupée après la Seconde Guerre mondiale et devenant caporal. Quittant l'armée en 1946, il retourne à Cleveland et termine ses études en 1947.
En 1962 il est élu à l'Assemblée générale de l'Ohio, où il développe une réputation de modéré.
Il meurt le 3 avril 1996 dans sa ville natale.